# Lehenbach (Kocher)
Der Lehenbach ist ein drei Kilometer langer Waldbach im nordöstlichen Baden-Württemberg, der nach etwa südsüdwestlichem Lauf etwa 3⁄4 Kilometer oberhalb der Flussbrücke zum Weiler Wengen der Gemeinde Sulzbach-Laufen im Landkreis Schwäbisch Hall von rechts in den oberen Kocher mündet. Er ist längstenteils Grenzbach zwischen den Gemeinden Abtsgmünd im Ostalbkreis am linken Ufer und Sulzbach-Laufen am rechten.

## Geographie

### Verlauf
Der Lehenbach entsteht etwa 0,6 km östlich des Sulzbach-Laufener Weilers Schönbronn an der Grenze des Flurgewanns Langes Feld zum Abtsgmünder Flurgewann Schafreute. Dort beginnt auf etwa 465 m ü. NHN ein von Drainagen gespeister, gerade gezogener, westwärts ziehender Graben, der schon nach hundert Metern den Rand des Waldgewanns Dinkbühl erreicht. Diesem entlang nunmehr etwas geschlungen fließend, wendet er sich langsam auf südsüdöstlichen Lauf und nimmt dabei zu Füßen von Schönbronn von rechts her ein sehr kurzes, an einem Quellsumpf in einer Weide entstehendes Bächlein auf. Nach etwa 0,6 km wechselt der Lehenbach am Ende der Laufkurve in den geschlossenen Wald über, den er erst kurz vor seiner Mündung wieder verlassen wird.
Der ab nun stärker schlängelnde und sogar einige Mäander zeigende Bach mit Sand und Kies auf der Sohle führt anfangs wenig Wasser, das recht schnell fließt. Stellenweise fällt er über Schnellen in Gumpen, vom Unterhang her wird er von kurzen Rinnsalen verstärkt, die aus kleinen Quellen abfließen. Daneben hat er auch einige bis zu halbkilometerlange Zuflüsse, die vor allem von links zulaufen und teilweise kleine Klingen in die Talflanken eingerissen haben. Anfangs linksseits begleitet ihn bald ein Waldweg, von dem beim Zufluss seines größten Seitenbachs Rötenbach am Mittellauf an einer Wegspinne mehrere Waldwege abgehen, von denen einer den Bachlauf kreuzt.
Dort knickt der Lehenbach auf künftig südwestliche Laufrichtung ab. Er trennt nunmehr den Gröninger Wald linksseits vom Waldgewann Forst rechtsseits auf der Laufener Bachseite. Der nahe begleitende Waldweg wechselt auf diesem Laufstück auf die rechte Seite und das Tal kurvt zuletzt nach Westen ein. Der Bach verlässt es an der B 19, unterquert sie und gleich danach die sie begleitende Trasse der stillgelegten Oberen Kochertalbahn. Nach fünfzig Metern über die Flussaue in einer Begleitgalerie fließt der Lehenbach auf 350,8 m ü. NHN von rechts und zuallerletzt Osten dem oberen Kocher zu, gegenüber dem Laufener Weiler Eckenberg auf einem Geländepodest des linken Flusstalhangs und etwa 700 Meter oberhalb der Archenbrücke von der Bundesstraße zum Laufener Weiler Wengen hinüber.
Der Lehenbach mündet nach etwa 3,0 km langem Lauf mit mittlerem Sohlgefälle von etwa 38 ‰ rund 114 Höhenmeter unterhalb seines Grabenbeginns.

### Einzugsgebiet
Der Lehenbach hat ein 2,2 km² großes Einzugsgebiet. Es gehört naturräumlich zum Sulzbacher Kochertal im Waldgebiet am Mittleren Kocher, einem Unterraum der Schwäbisch-Fränkischen Waldberge. Sein mit 493 m ü. NHN höchster Punkt liegt auf dem Gipfel der bewaldeten Kuppe des Vogelburrens nördlich von Dinkbühl an der östlichen Wasserscheide. Etwa ein Viertel davon ist offene Flur, diese liegt fast nur am Rand der östlichen und nördlichen Wasserscheide und besteht aus mehr Wiesen und Weiden als Äckern, der Rest ist von Wald bestanden. Die einzigen besiedelten Plätze im Einzugsgebiet sind die diesseitige Hälfte des Weilers Schönbronn in der Teilgemarkung Laufen am Kocher der Gemeinde Sulzbach-Laufen auf der nördlichen Wasserscheide und der Weiler Dinkbühl in der Teilgemarkung Untergröningen der Gemeinde Abtsgmünd nahe an der östlichen; beide Orte umfassen nur wenige Anwesen, weshalb die Besiedlungsdichte sehr gering ist. Der Laufener Gebietsanteil ist etwas geringer als der Untergröninger und grenzt längstenteils ans rechte Ufer des Lehenbachs.
Dessen Nachbargewässer sind reihum
- im Westen die unterhalb des Lehenbachs in den Kocher mündenden Waldbäche aus der Hasenklinge und der Fuchsklinge;
- im Norden der Igelsbach, der über den Nägelesbach noch tiefer in den Kocher entwässert;
- im Osten die rechten Zuflüsse des aufwärtigen Kocherzuflusses Rötenbach vom Wegstetter Waldbach bis hinab zum Bach aus der Gschwendklinge sowie
- im Südosten der Bach aus der Zollklinge, der weniger weit aufwärts des Lehensbachs bei Untergröningen ebenfalls den Kocher speist.

### Zuflüsse und Seen
Liste der Zuflüsse von der Quelle zur Mündung. Gewässerlänge, Einzugsgebiet und Höhe nach den entsprechenden Layern auf der Onlinekarte der LUBW. Andere Quellen für die Angaben sind vermerkt.
Auswahl.
Ursprung des Lehenbachs auf etwa 465 m ü. NHN etwa 0,6 km östlich des Sulzbach-Laufener Weilers Schönbronn zwischen dem Flurgewann Langes Feld und dem zur Gemeinde Abtsgmünd gehörenden Flurgewann Schafreute. Der Bachlauf tritt bald an den Waldrand des Dinkbühls, wendet sich dessen Rand entlang auf südsüdöstlichen Lauf und tritt nach 0,6 km in den Wald ein.
- (Zufluss bei Schönbronn), von rechts und Nordwesten auf etwa 443 m ü. NHN wenig südöstlich von Schönbronn, ca. 0,1 km[LUBW 8] und unter 0,1 km². Entspringt auf unter 450 m ü. NHN nahe bei Schönbronn.
- (Bach vom Vogelburren), von links und Nordosten auf etwa 432 m ü. NHN weniger als 0,2 km nach dem Waldeintritt, 0,3 km[LUBW 8] und etwas unter 0,1 km². Entsteht auf etwa 458 m ü. NHN am Westabfall der Waldkuppe Vogelburren.
- Gröninger Waldbach, von links und Osten auf etwa 417 m ü. NHN, 0,5 km und etwas über 0,2 km². Entsteht auf etwa 457 m ü. NHN in den Hofwiesen unmittelbar nördlich des Abtsgmünder Weilers Dinkbühl.
- Rötenbach, von links und Ostsüdosten auf etwas unter 391,9 m ü. NHN[LUBW 2] an einer Wegquerung neben einem Waldwegestern, 0,5 km und ca. 0,3 km². Entsteht auf etwa 430 m ü. NHN im Waldgewann Hohenstein.
An diesem Zufluss wendet sich der Lehenbach auf künftig südwestlichen Lauf.
- (Bach aus dem Forst), von rechts und Norden auf etwa 380 m ü. NHN, ca. 0,2 km[LUBW 8] und ca. 0,2 km². Entspringt auf etwa 410 m ü. NHN im Waldgewann Forst.

Mündung des Lehenbachs von rechts und zuallerletzt Osten auf 350,8 m ü. NHN in den oberen Kocher, gegenüber dem Weiler Eckenberg auf dem anderen Kochertalhang und etwa 0,7 km oberhalb der Flussbrücke zum Weiler Wengen von Sulzbach-Laufen. Der Lehenbach ist ca. 3,0 km lang und hat ein 2,2 km² großes Einzugsgebiet.

## Geologie
Im Einzugsgebiet liegen im Untergrund überall Mittelkeuperschichten, von denen die lokal höchste, der Stubensandstein (Löwenstein-Formation), den größten Teil der Fläche einnimmt und insbesondere das obere Einzugsgebiet und alle talfernen Gebiete völlig bedeckt. Im Tal des Lehenbachs setzen die darunter liegenden Schichten erst nach dem Zufluss des Gröninger Waldbachs ein. Nacheinander schneidet sich der Lehenbach in die Oberen Bunten Mergel (Mainhardt-Formation), den Kieselsandstein (Hassberge-Formation) und die Unteren Bunten Mergel (Steigerwald-Formation), in denen er nach dem Stubensandstein am längsten, nämlich bis zum Talende verbleibt. Erst etwas flussabwärts im Tal des Kochers streicht an der unteren Talflanken der noch tiefere Schilfsandstein (Stuttgart-Formation) aus.
Auf zwei kurzen Abschnitten, am Mittellauf und zuletzt im Talmündungstrichter, begleitet auf diese Schichten abgelagertes holozänes Schwemmland den Bach. Auf seinen letzten fünfzig Metern fließt der Bach im Auensand des Kochertals.

## Schutzgebiete
Auf den letzten Metern im Flusstal grenzt das Landschaftsschutzgebiet Kochertal mit angrenzenden Höhenzügen ans rechte Ufer. Das gesamte Einzugsgebiet liegt im Naturpark Schwäbisch-Fränkischer Wald.

### Tourismus
Ein mit rotem Punkt markierter Wanderweg des Schwäbischen Albvereins von Laufen am Kocher auf den Altenberg quert die oberste Talmulde bei Schönbronn.

Am unteren Lehenbachtalende gibt es einen Parkplatz am Abzweig des Waldweges den Lehenbach aufwärts von der Bundesstraße.

### LUBW
Amtliche Online-Gewässerkarte mit passendem Ausschnitt und den hier benutzten Layern: Lauf und Einzugsgebiet des Lehenbachs

Allgemeiner Einstieg ohne Voreinstellungen und Layer: Daten- und Kartendienst der Landesanstalt für Umwelt Baden-Württemberg (LUBW) (Hinweise)
1. 1 2  Höhe nach dem Höhenlinienbild auf dem Hintergrundlayer Topographische Karte.
2. 1 2 3  Höhe nach grauer Beschriftung auf dem Hintergrundlayer Topographische Karte.
3. 1 2  Länge nach dem Layer Gewässernetz (AWGN), ergänzt um ein kleines, auf der Gewässerkarte nicht berücksichtigtes Anfangsstück, das auf dem Hintergrundlayer Topographische Karte abgemessen wurde.
4. 1 2  Einzugsgebiet nach dem Layer Basiseinzugsgebiet (AWGN).
5. ↑  Natur teilweise nach dem Layer Geschützte Biotope.
6. ↑  Länge nach dem Layer Gewässernetz (AWGN).
7. ↑  Einzugsgebiet abgemessen auf dem Hintergrundlayer Topographische Karte.
8. 1 2 3  Länge abgemessen auf dem Hintergrundlayer Topographische Karte.
9. ↑  Schutzgebiete nach den einschlägigen Layern.

### Andere Belege
1. ↑  Hansjörg Dongus: Geographische Landesaufnahme: Die naturräumlichen Einheiten auf Blatt 171 Göppingen. Bundesanstalt für Landeskunde, Bad Godesberg 1961. → Online-Karte (PDF; 4,3 MB)
2. ↑  Höhe nach schwarzer Beschriftung auf dem Layer WMS LGL-BW Topographische Freizeitkarte 1:25.000 auf: Geoportal Baden-Württemberg (Hinweise)
3. ↑  Geologie nach den Layern zu Geologische Karte 1:50.000 auf: Mapserver des Landesamtes für Geologie, Rohstoffe und Bergbau (LGRB) (Hinweise). Ein ähnliches Bild bietet die unter → Literatur aufgeführte geologische Karte.